# Hezhi (sockenhuvudort i Kina, Shanxi Sheng, lat 39,09, long 111,85)
Hezhi är en sockenhuvudort i Kina. Den ligger i provinsen Shanxi, i den norra delen av landet, omkring 150 kilometer nordväst om provinshuvudstaden Taiyuan. Antalet invånare är 7 992. Befolkningen består av 3 694 kvinnor och 4 298 män. Barn under 15 år utgör 13,0 %, vuxna 15-64 år 78 %, och äldre över 65 år 8,0 %.
Runt Hezhi är det ganska tätbefolkat, med 86 invånare per kvadratkilometer. Närmaste större samhälle är Bajiao, 14,0 km norr om Hezhi. Trakten runt Hezhi består i huvudsak av gräsmarker.
Genomsnittlig årsnederbörd är 681 millimeter. Den regnigaste månaden är juli, med i genomsnitt 207 mm nederbörd, och den torraste är december, med 2 mm nederbörd.